# Gleichstromleitung Lyon–Moûtiers
Die Gleichstromleitung Lyon–Moûtiers war die größte nach dem Gleichstromübertragungsverfahren von René Thury realisierte Anlage. Sie war von 1906 bis 1936 in Betrieb und versorgte die elektrische Straßenbahn in Lyon mit Energie aus einem Wasserkraftwerk an der Isère bei Moûtiers im Département Savoie. Betreiber war die Société grenobloise de force et lumière (SGFL).
Je nach Energiebedarf wurde die Spannung in der Übertragungsleitung verändert, darüber hinaus gab es verschiedene Ausbaustufen. Zu Beginn wurde eine Leistung von 4320 kW bei einer Ausgangsspannung von 57,65 kV erreicht und im Endausbau 14700 kW mit 100.000 V bei einer Stromstärke von 150 A übertragen.  Die Freileitung war 180 km lang, woran sich im Stadtgebiet von Lyon ein 4 km langes Erdkabel anschloss. Bemerkenswert ist, dass sie damals ohne Hilfe von modernen leistungselektronischen Komponenten oder Bauteilen in Betrieb gehen konnte.

## Kraftwerk in Moûtiers
In La Pomblière (45° 29′ 54,9″ N, 6° 33′ 48,6″ O) auf dem Boden der Gemeinde Saint-Marcel bei Moûtiers im Département Savoie entstand 1898 ein Wasserkraftwerk, das eine auf demselben Gelände errichtete Fabrik zur Produktion von Ferrosilicium und zur anschließenden Metallgewinnung mit Energie versorgte, und das in ähnlicher Form noch heute in Betrieb ist. Dazu leitet eine flussaufwärts gelegene Staustufe bei der Schlucht Étroit du Siaix das Wasser der Isère über einen 3285 m langen unterirdischen Kanal auf eine Druckleitung, deren Höhenunterschied 65 m beträgt.
Die Société Grenobloise de Force et Lumière fügte 1905 ein weiteres Turbinenhaus hinzu, in dem das Wasser aus der Druckleitung auf vier Erzeugungseinheiten verteilt wurde. Jede Einheit bestand aus einer Francis-Turbine, die über eine horizontale Welle vier in Reihe geschaltete Generatoren betrieb. Die Turbinen waren von der Genfer Firma Piccard, Pictet et Cie hergestellt und liefen mit 300 Umdrehungen pro Minute. Auf jeder Welle befanden sich zwei Sicherheitskupplungen, die bei Überlastungen auslösten, wie sie beispielsweise im Falle eines Kurzschlusses in der Übertragungsleitung aufträten. Die Ausstattung mit solchen Kupplungen geschah von Beginn an, nachdem ein Leitungskurzschluss im 1899 fertiggestellten Kraftwerk von Saint-Maurice VS die Generatorenwellen zerfetzt hatte. Auf jede Kupplung folgten jeweils zwei Generatoren, die paarweise zu einer Baugruppe zusammengefasst waren. Jeder sechspolige Generator erzeugte in der anfänglichen Ausbaustufe 270 kW Leistung bei einer Spannung von 3600 V und 75 A Strom, so dass sich bei vier in Reihe geschalteten Gruppen von vier Generatoren eine maximale Spannung von 57.600 V ergab. Da durch diese Reihenschaltung sehr hohe Potentiale an den Massen auftraten, waren alle Generatorstände umfangreich isoliert und standen auf Bodenplatten aus Asphaltbeton. Die Anlage verfügte außerdem über weitere Schutzeinrichtungen, darunter eine Notstromversorgung durch Akkumulatoren, Überbrückungsschalter für jeden Generator sowie pro Erzeugungseinheit ein Schutz gegen Spannungsumkehr und eine Batterie von Überspannungsableitern.

## Übertragungsleitung
Die Freileitung aus zwei 64 mm² starken Kupferdrähten verlief von La Pomblière durch das Isère-Tal und die Talfurche von Chambéry bis zu einem Umspannwerk in Vaulx-en-Velin, einem östlichen Vorort von Lyon. Bis Sablonnières war die Leitung auf Holzpylonen installiert, westlich davon wurden Stahlstrukturen verwendet, die weitere Leitungen aufnahmen, über die Wechselspannung aus anderen Kraftwerken der Société Grenobloise de Force et Lumière nach Lyon gelangte.
Aus rechtlichen Gründen wurde für den Rest der Strecke über bebautem Gebiet eine unterirdische Leitung verlegt. Dieses Erdkabel führte über 4 km von Vaulx-en-Velin bis zu einem Betriebshof der elektrischen Straßenbahnen von Lyon (Tramways de Lyon). Das ebenfalls doppelt ausgeführte Erdkabel war eine innere Kupferlitze von 75 mm² Querschnitt, umgeben von einem 18 mm dicken Isolator. Letzterer bestand im Wesentlichen aus teergetränkten Fasern. Es galt als das erste Erdkabel, das für eine so hohe Spannung ausgelegt mit einem Isolationswert von über 1000 MΩ pro Kilometer ausgelegt war. Das Erdkabel, das für 75 A ausgelegt war, wurde später mit bis zu 150 A betrieben.
Jeder der beiden Freileitungsdrähte wies einen Gesamtwiderstand von etwa 90 Ω auf, dazu kamen noch einmal 2 Ω vom Erdkabel. Der daraus resultierende Spannungsabfall lag bei etwa 7000 V, was einem Leistungsverlust von etwa 525 kW entsprach. Die Leitung hatte damit eine Effizienz von 88 %, bezogen auf die eingespeiste Leistung. Dank der umfangreichen Schutzeinrichtungen gegen Störeffekte war von Beginn an ein zuverlässiger Betrieb auch bei Gewittern im Bereich der Hochspannungsleitung vermerkt.

## Umspannwerk Vaulx-en-Velin
Am Südrand von Vaulx-en-Velin hatte im Jahr 1899 die Société Lyonnaise des Forces Motrices du Rhône (SLFMR), ein Konkurrent der SGFL, die Centrale hydroélectrique de Cusset fertiggestellt, das größte Laufwasserkraftwerk seiner Zeit in Frankreich. Direkt angrenzend an deren Betriebsgelände entstand 1906 das Umspannwerk für die Hochspannungsleitung der SGFL (45° 45′ 50,7″ N, 4° 55′ 11,5″ O).  Seine Aufgaben waren der Schutz des Erdkabels gegen Umwelteinflüsse auf die oberirdische Freileitung und andere Störeffekte sowie die Möglichkeit, im Bedarfsfall statt der Energie aus Moûtiers den Wechselstrom aus anderen Kraftwerken der SGFL in das Straßenbahnnetz einspeisen zu können.
Die Umwelteinflüsse auf die Freileitung entstanden durch atmosphärische Potentialdifferenzen und indirekte Blitzschläge in ihrer weiteren Umgebung sowie durch elektrostatischen Eintrag (Regen, Schneefall, Staub). Zum störungsfreien Übergang zwischen Freileitung und Erdkabel waren in Vaulx-en-Velin Überspannungsableiter dazwischengeschaltet und Spannungsbegrenzer und -regler installiert. Niederfrequente Überspannungen wurden mittels elektrischer Widerstände in Pulverausführung vermieden, während Kondensatoren hochfrequente Störungen herausfilterten.
In dem Umspannwerk waren außerdem drei Dynamogruppen installiert, die in beide Leistungsrichtungen betrieben werden konnten, zur Umwandlung von Gleichstrom in Dreiphasenwechselstrom und umgekehrt. Jede Gruppe leistete maximal etwa 500 kW und bestand aus zwei Reihenschlussmaschinen und einem Synchronmotor auf einer gemeinsamen Welle, die mit 428 Umdrehungen pro Minute lief. Im Normalbetrieb wurde der Synchronmotor als Generator angetrieben und so ein Teil der Leistung aus der Gleichstromleitung in das Wechselstromnetz eingespeist. Im Falle einer Panne in der Übertragung aus Moûtiers wurde die Leistungsrichtung umgekehrt, und weniger weit entfernte Kraftwerke der SGFL, deren Energie mit Wechselstrom übertragen wurde, versorgten das Straßenbahnbetriebswerk in Lyon mit Gleichstrom.

## Betriebshof in der Rue d’Alsace
Die Erdkabelverbindung von Vaulx-en-Velin endete in der Nr. 21, rue d’Alsace (45° 46′ 6,5″ N, 4° 52′ 13,2″ O), einem Betriebshof der Tramways de Lyon am Ostrand des Stadtgebiets auf dem Boden der Gemeinde Villeurbanne. Das Gelände dient auch heute noch als Betriebshof für die Busse des SYTRAL. Hier standen in der ersten Ausbaustufe fünf Umspannmaschinen von je 500 kW, die ähnlich wie in Vaulx über zwei Reihenschlussmotoren und eine Welle einen Gleichstromgenerator antrieben, der die 600 V für das Straßenbahnnetz lieferte. Mittels einer isolierenden Kupplungsmuffe auf der Welle waren die Massen der beiden Maschinen getrennt. Eine Anordnung von Akkumulatoren im Untergeschoss konnte Ausfallzeiten von bis zu einer halben Stunde überbrücken.